# Federazione Internazionale degli Scacchi
La Federazione internazionale degli scacchi, nota con l'acronimo francese FIDE (Fédération internationale des échecs), è un'organizzazione internazionale che regolamenta e controlla l'attività scacchistica a livello mondiale.
La sede centrale si trova attualmente a Losanna, in Svizzera. Ha sedi distaccate a Singapore e ad Ėlista.
Organizza tornei validi per il Campionato del mondo di scacchi, le Olimpiadi degli scacchi e coordina le Federazioni di scacchi ad essa aderenti. A dicembre 2019 sono associate alla FIDE 194 Federazioni nazionali.
Il suo motto è Gens una sumus ("Siamo una sola famiglia").

## Storia
La FIDE venne fondata a Parigi il 20 luglio 1924 dalle federazioni nazionali di 15 paesi: Argentina, Belgio, Canada, Cecoslovacchia, Finlandia, Francia, Italia, Jugoslavia, Paesi Bassi, Polonia, Regno Unito, Romania, Spagna, Svizzera e Ungheria. Nel 1999 la FIDE è stata ammessa nel Comitato Olimpico Internazionale, ed è associata a SportAccord.
Nel 2018 dopo i casi di corruzione della presidenza Iljumžinov, la FIDE ha sancito il limite dei due mandati consecutivi alla carica presidenziale, ponendo fine alla tradizione che vedeva i presidenti restare a capo della federazione anche per alcuni decenni. Con l'elezione di Arkadij Dvorkovič fu presa la decisione di spostare la sede della federazione da Atene a Losanna. Lo scopo, secondo i nuovi vertici della FIDE, era di instaurare un clima di collaborazione con le altre federazioni sportive, in particolare con la FIFA, e con il Comitato Olimpico Internazionale.
Nel febbraio 2022, a causa dei fatti relativi alla crisi russo-ucraina, la FIDE impose delle sanzioni alle istituzioni scacchistiche di Russia e Bielorussia. Le sanzioni bandivano dalle competizioni internazionali le bandiere e gli inni dei due paesi, ovvero i loro tesserati da quel momento in poi sarebbero stati rappresentanti soltanto dai simboli delle federazioni scacchistiche nazionali relative. Inoltre nessuno di questi due paesi avrebbe potuto ospitare eventi scacchistici internazionali. Il primo evento ad essere colpito dalle sanzioni furono le Olimpiadi degli scacchi del 2022 che si sarebbero dovute tenere a Mosca nel luglio di quell'anno e che furono cambiate di sede. In seguito al conflitto armato in Ucraina la Federazione Internazionale rescisse ogni contratto di sponsorizzazione con aziende russe e bielorusse e fu costretta a riorganizzare il Consiglio annuale della FIDE, che avrebbe avuto il compito di eleggere il presidente in concomitanza con l'evento olimpico. Il 7 agosto 2022 venne riconfermato alla presidenza durante le Olimpiadi degli scacchi di Chennai, dove si tennero le elezioni. Durante la campagna elettorale Dvorkovič ebbe il sostegno del già cinque volte Campione del mondo Viswanathan Anand, che divenne il vice-presidente dell'organizzazione.

## Attività
La FIDE organizza vari tipi di campionati del mondo e altre competizioni internazionali di scacchi, tra cui:
- Campionato del mondo di scacchi (assoluto)
- Campionato del mondo femminile di scacchi
- Campionato del mondo juniores di scacchi (under 20)
- Campionato del mondo giovanile di scacchi (varie fasce d'età da 8 a 18 anni)
- Campionati del mondo seniores (over 50 e over 65)
- Coppa del mondo di scacchi
- Olimpiadi degli scacchi

Inoltre gestisce il punteggio Elo dei giocatori, definisce le regole degli scacchi, pubblica periodicamente raccolte dei migliori problemi di scacchi (album FIDE), attribuisce i titoli di Maestro FIDE, Maestro Internazionale, Grande Maestro Internazionale, le versioni femminili di questi titoli e il titolo di Arbitro Internazionale.
Tramite la WFCC (World Federation for Chess Composition), la FIDE attribuisce vari titoli per la composizione e risoluzione di studi e problemi di scacchi.

Per fini organizzativi, ed in particolare per i tornei di qualificazione al Campionato del mondo (zonali e Interzonali), la FIDE ha suddiviso le federazioni associate in quattro grandi aree continentali: Europa, Americhe, Asia e Oceania, Africa, a loro volta suddivise in zone e sottozone, contraddistinte da una sigla numerica.

## Presidenti della FIDE[12]
Il mandato presidenziale viene rimesso in discussione ogni quattro anni. Il presidente della FIDE dall'ottobre del 2018 è Arkadij Dvorkovič, che è stato in precedenza vice Primo Ministro del governo russo dal 2012 al 2018.
| Nome                 | Periodo   | Paese       | Note |
| -------------------- | --------- | ----------- | ---- |
| Alexander Rueb       | 1924-1939 | Paesi Bassi |      |
| Augusto de Muro      | 1939-1946 | Argentina   |      |
| Alexander Rueb       | 1946-1949 | Paesi Bassi |      |
| Folke Rogard         | 1949-1970 | Svezia      |      |
| Max Euwe             | 1970-1978 | Paesi Bassi |      |
| Friðrik Ólafsson     | 1978-1982 | Islanda     |      |
| Florencio Campomanes | 1982-1995 | Filippine   |      |
| Kirsan Iljumžinov    | 1995-2018 | Russia      |      |
| Arkadij Dvorkovič    | 2018-     | Russia      |      |

## FIDE online arena
Nel 2014 la federazione ha aperto un proprio server di scacchi ufficiale, con rating collegati al profilo FIDE dei giocatori e titoli di validità internazionale.